# Tangara vassorii
Tangara vassorii là một loài chim trong họ Thraupidae.